# Spider-Man: Reign
Spider-Man: Reign is een vierdelige miniserie over Spider-Man, uitgegeven door Marvel Comics. De serie werd getekend en geschreven door Kaare Andrews.
Het verhaal speelt zich af in een vreemde toekomst, en focust zich op Spider-Man die na 35 jaar nog eenmaal het onrecht te lijf gaat in een sterk veranderd New York.

## Achtergrond
Op 12 december 2006 maakte Marvel bekend dat deel 1 was uitverkocht via Diamond Comic Distributors en een tweede serie zou worden gedrukt.
Het verhaal van de serie wordt vaak vergeleken met Batman: The Dark Knight Returns, een vergelijking ook gemaakt door Marvel zelf tijdens de promotie.

## Inhoud

### Personages
- Peter Parker/Spider-Man
- Mayor Waters, New York's huidige burgemeester. Hij heeft een laserbarrière aan laten brengen om New York te “beschermen” tegen “super terroristen aanvallen”. Zijn kantoor is bekend als “the Reign”.
- J. Jonah Jameson
- Mary Jane Watson-Parker, zij is in deze serie inmiddels overleden, maar verschijnt geregeld als hallucinatie aan Peter.
- Sinner Six - Scorpion, Electro, Mysterio, Kraven the Hunter, Hydro-Man, Sandman.
- Hypno-Hustler
- Otto Octavius – zijn skelet en armen.
- Edward / Venom - Waters' assistent
- Kingpin – in leven gehouden via een IV drip. Nu een gevangene die jaarlijks door Waters wordt bezocht.[2]

### Verhaal

#### Deel 1
De serie speelt zich af in New York, ongeveer 35 in een grauwe toekomst. New York is nu een onafhankelijke staat. Al 10 jaar heeft er geen supermisdaad meer plaatsgevonden, maar de overheid gebruik fascistische methodes om gewone misdaad de kop in te drukken. Genadeloze agenten pakken iedereen hard aan.
Een oudere bebaarde Peter Parker kan maar met moeite een baantje houden in een bloemenwinkel. Een jong koppel klaagt bij hem dat hij de verkeerde soort rozen heeft gestuurd voor hun huwelijk. Dit is de druppel en Peter wordt ontslagen.
Peter keert terug naar zijn appartement, waar hij terugdenkt aan zijn overleden vrouw Mary Jane. Ze is jaren terug gestorven door blootstelling aan de radioactiviteit in Peters bloed. Ondertussen wordt de burgemeester van New York, Waters, geïnterviewd over het nieuwe WEBB lasersysteem dat New York zou moeten beschermen.
In Peters appartement wordt Peter opgezocht door niemand minder dan J. Jonah Jameson. Hij probeert Peter te herinneren aan de “goede oude tijd”, maar Parker wil niet met hem praten. Jameson biedt zijn excuses aan voor de slechte media-aandacht die hij Peter vroeger gaf (Jameson weet blijkbaar nu dat Peter Spider-Man is
Jameson vertrekt maar laat een pakketje achter voor Peter. Hierin vindt Peter een oude camera van hem, en een masker. Wanneer Jameson wordt aangevallen door twee Reign officieren, besluit Peterdat Jameson gelijk heeft. Hij wordt weer Spider-Man.
Spider-Man verslaat de Reign officieren op zijn klassieke manier, waarbij hij ze met bijdehante opmerkingen razend maakt. Hij maakt korte metten met de agenten.

#### Deel 2
Mayor Waters is geschokt dat Spider-Man terug is. Hij laat op Edwards advise enkele gedetineerden uit de gevangenis: de Sinister Six. Hij belooft de zes schurken een vrije aftocht uit New York als ze Spider-Man verslaan. Wel geeft hij hen explosieve halsbanden, die hen zullen doden als de groep uit elkaar gaat. Edward hernoemt de groep tot 'The Sinner Six'.
De groep bestaat uit Electro, Mysterio, Kraven the Hunter, Sandman, Scorpion en Hydro-Man. Jameson laat folders over Spider-Mans terugkeer verspreiden, maar Waters laat deze vernietigen. Ondertussen verzameld een grote menigte zich voor Spider-Mans appartement.
Peter wordt door Reign agenten uit zijn appartement gejaagd met raketten. Peter slaat terug en verslaat de agenten. Dan komt Peter oog in oog te staan met de Sinner Six. Hij kan niet op tegen alle zes schurken. Maar voor ze hem de genadeklap kunnen geven worden de zes verslagen door een set mechanische armen: de armen van Dr. Octopus. De armen brengen Peter naar een kerkhof waar de graven van Mary Jane, Ben Parker en May Parker staan.

#### Deel 3
Het blijkt dat Octavius voor zijn dood zijn armen heeft geprogrammeerd voor een laatste missie: Spider-Man vinden als hij ooit zou terugkeren. De restanten van Octavius “vertellen” de oude Parker dit. Bij de graven krijgt Peter flashbacks aan Mary Jane’s dood. Hij kon er niet bij zijn toen ze stierf in het ziekenhuis omdat hij als Spider-Man elders nodig was. Haar dood maakte dat Peter zijn oude kostuum aan de wilgen hing en tot aan zijn pensioen weer een zwart kostuum ging gebruiken. De armen van Octavius openen het graf van Mary Jane waarin Peter iets vindt dat hij samen met haar had begraven: zijn oude rood-blauwe kostuum.
Ondertussen ontdekt Jameson dat niet Waters, maar zijn assistent Edward het echte meesterbrein is achter het hele WEBB netwerk. Wanneer Jameson Edward aanvalt, blijkt deze het nieuwe gastlichaam te zijn van de Venom symbioot. De symbioot vertelt Walters dat het tijd is voor het laatste deel van hun plan. Hij laat talloze symbioten vrij via het WEBB netwerk, die al snel mensen in de stad beginnen over te nemen. Slechts een paar mensen kunnen aan de Symbioten ontkomen door naar de kerk te vluchten, alwaar het lawaai van de klok de symbioten afschrikt.
Venom roept de Sinner Six terug om het gebouw te beschermen terwijl Peter zich klaarmaakt voor wellicht zijn laatste gevecht.

#### Deel 4
Spider-Man beklimt het Reign gebouw en kan ongezien binnenkomen. Venom laat Sandman de kerkbel vernielen, maar deze weigert. Wanneer Sandman toch de toren aanvalt, ziet hij een jong meisje dat hem sterk aan zichzelf doet denken. Voor zijn ogen verandert ze in beton. De Reign herkent haar als een “super”en opent het vuur. Sandman beseft dat het meisje zijn jonge dochter is die hij nog nooit heeft ontmoet. Sandman beschermt haar tegen de symbioten en Reign agenten.
Venom voelt Spider-Man aankomen. Spider-Man vecht ondertussen tegen Electro en Hydro-Man, en vermoord ze allebei door Electro bovenop Hydro-Man te laten vallen. Hierdoor ontstaat brand die Electro verteerd, en vergaat Hydro-Man tot stoom. Daarna confronteert hij Scorpion, en gooit hem uit een raam wat ook zijn einde betekent. Ten slotte schakelt hij Mysterio en Kraven uit. Ondertussen kan Sandman zijn dochter niet langer beschermen, en ze sterft.
Spider-Man vindt Venom, die eindelijk bekent het meesterbrein te zijn achter het WEBB. Hij deed dit om wraak te nemen op Spider-Man, die hem tegen zijn wil meenam naar Aarde en daar in de steek liet. Door WEBB op te zetten wilde hij tonen dat hij kon wat Spider-Man niet kon: New York geheel misdaad vrij maken. Spider-Man vlucht naar de top van het gebouw, gevolgd door honderden symbioten. Net als de symbioten Spider-Man inhalen, komt Sandman hem te hulp. Hij geeft Spider-Man de ontsteker van de bommen die de Sinner Six leden bij zich dragen. Hiermee blaast Peter het gebouw en alle symbioten op.
Enige tijd later verschijnt Jonah op TV met de mededeling dat WEBB niet langer bestaat. Misdaad is terug, en de gekostumeerde helden ook. Maar volgens eigen zeggen kon hij niet blijer zijn. Ondertussen staat Peter bij Mary Jane’s graf, en belooft haar dat ze spoedig weer bij elkaar zullen zijn. Maar nu heeft hij nog zijn verantwoordelijkheden.

## Verzameledities
- Hardcover (reprints #1 - #4, published April 2007, 160 pages, ISBN 0785117172)
- Paperback (reprints #1 - #4, TBA)